# Pheidole bigote
Pheidole bigote  (лат.) — вид муравьёв рода Pheidole из подсемейства Myrmicinae (Formicidae). Центральная Америка: Мексика (Chiapas). Низинные дождевые леса. Крупные рабочие (солдаты): ширина головы 1,31—1,36 мм, длина головы равна 1,67—1,73 мм, длина скапуса — 0,61—0,63 мм. Мелкие рабочие: ширина головы 0,60—0,63 мм, длина головы равна 0,64—0,67 мм, длина скапуса — 0,57—0,60 мм. Окраска красно-коричневая. Голова мелких рабочих гладкая и блестящая (у солдат только клипеус гладкий и блестящий). Всё тело покрыто длинными отстоящими желтоватыми волосками. Стебелёк между грудкой и брюшком состоит из двух члеников: петиолюса и постпетиолюса (последний четко отделен от брюшка). Вид был описан в 2009 году американским мирмекологом Джоном Лонгино (англ. John T. Longino; The Evergreen State College, Олимпия, штат Вашингтон).